# Ludwika Paleta

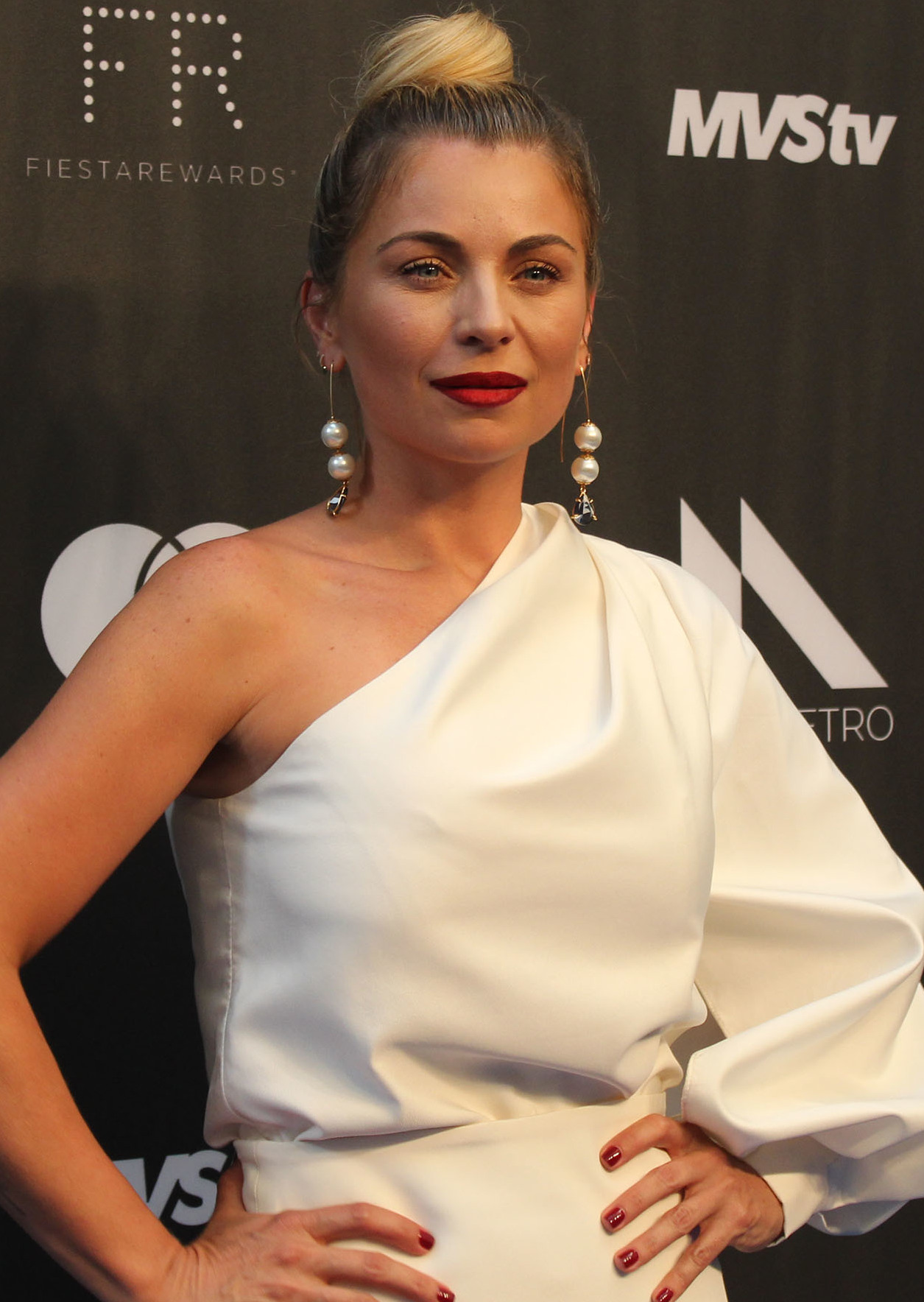
Ludwika Paleta, 2019

Ludwika Paleta [ludˈvʲika paˈleta] (* 29. November 1978 in Krakau) ist eine polnisch-mexikanische Schauspielerin.

## Biografie
Ludwika Paleta wurde im Jahre 1978 in Krakau geboren. Ihr Vater ist der Musiker Zbigniew Paleta. Ihre Mutter war Barbara Paciorek-Paleta. Die Familie wanderte nach Mexiko aus, als dem Vater dort ein berufliches Engagement angeboten wurde.
Im Kindesalter nahm Ludwika zusammen mit ihrer Schwester Dominika Paleta, die ebenfalls Schauspielerin ist, an einem Vorsprechen in Mexiko teil.
Im Jahre 1989 bekam sie eine erste Rolle in dem Fernsehfilm „Carrusel“. Paleta wurde sehr schnell durch diese Rolle in Mexiko bekannt. Danach folgten mehrere Rollen in mexikanischen Fernsehproduktionen.
Paleta ist auch als Model tätig. Sie spricht fließend Spanisch, Polnisch und Englisch.

## Privates
Im Jahre 1998 heiratete sie den mexikanischen Schauspieler Plutarco Haza. Aus dieser Ehe ging ein 1999 geborener  Sohn hervor. Im Jahre 2008 trennte sich Ludwika von Plutarco Haza.
Im Jahre 2013 heiratete sie Emiliano Salinas Occelli, den Sohn des ehemaligen mexikanischen Präsidenten Carlos Salinas de Gortari.